# Кодекс Мендоса
Ко́декс Мендо́са (исп. Códice Mendoza (Mendocino), аст. Mendoza āmoxtli), созданный анонимным автором приблизительно в 1547 году в Мехико — один из лучших по сохранности среди ацтекских рукописных кодексов. Это второй ацтекский кодекс, полностью переведённый в 2013 году на русский язык специалистами по доколумбовым цивилизациям В. Н. Талахом и С. А. Куприенко.

## Феномен месоамериканских кодексов
Многомиллионный мир индейцев Мексики, за несколько лет оказавшихся подданными кастильской Короны, на первых порах был совершенно неизвестен и малопонятен новым хозяевам. Потребность в его понимании и осмыслении породила в раннеколониальной Новой Испании своеобразное литературное явление — комментированные кодексы. Эти документы, создававшиеся по заказу колониальной администрации или церкви, имели по меньшей мере двух авторов: индейского, исполнявшего текст в соответствии с нормами и правилами доиспанской ацтекской пиктографии (источник?), и испанского, сопровождавшего индейский текст толкованиями и пояснениями, как правило по-испански (хотя, например, в «Кодексе Риос» они на итальянском языке).
Одним из самых ранних по времени создания, интересных и полных по содержанию, совершенных по качеству исполнения и хорошо сохранившихся до настоящего времени памятников такого рода является рукопись, получившая название «Кодекс Мендоса» («Codex Mendoza»).

## Физические характеристики
«Кодекс Мендоса» занимает 71 лист (142 страницы, из которых 8 — чистые) размером 21-21,5 см на 30-31,5 см, и в настоящее время переплетен вместе с другими материалами второй половины XVI в. в один манускрипт из 85 листов, хранящийся в Бодлианской библиотеке Оксфордского университета, Великобритания, под номером MS.Arch.Seld.A1.
Текст написан на европейской бумаге, водяные знаки на которой указывают, что она была предположительно произведена в Испании в 30-е — 40-е годы XVI ст.. На третьем с начала листе имеется латинский заголовок Historia Mexicana cum figures quasi hieroglyphicis («Мексиканская история с фигурами, похожими на иероглифы»), проставленный, по всей видимости, одним из позднейших владельцев, Джоном Селденом (John Selden).

## Содержание
По содержанию документ делится на три раздела или части.

### Первая часть: историческая
- Лист 2, лицевая сторона
Основание Теночтитлана.
- Лист 4, оборотная сторона
Завоевания Чимальпопоки.
- Лист 5, оборотная сторона
Завоевания Ицкоатля.
- Лист 10, лицевая сторона
Завоевания Ашайакатля.
- Лист 13, лицевая сторона
Завоевания Ауисотля.

Первая, занимающая 19 страниц, начинается с рассказа об основании ацтекской столицы Теночтитлана и последовательно описывает завоевания девяти ацтекских правителей (всего перечислено 202 покоренных города и селения), сопровождаемые их краткими характеристиками. Современные исследовательницы Ф. Бердан (Frances F. Berdan) и П. Эневольт (Patricia R. Anawalt) так подытоживают содержание указанной части:

Этот раздел кодекса показывает нам обобщенный взгляд на основание островного города и идеализированную летопись побед имперской экспансии.— F.F. Berdan, Anawalt P.R. The Essential Codex Mendoza. Berkeley, Los Angeles and London. 1997, p. XI.
Завершают первую часть кодекса два листа, перечисляющие 18 селений, в которых располагались высокопоставленные ацтекские сановники, по всей вероятности — центры управления завоеванными территориями.

### Вторая часть: налоговая
- Лист 17, оборотная сторона
- Лист 20, лицевая сторона
- Лист 37, лицевая сторона
- Лист 43, лицевая сторона
- Лист 46, лицевая сторона
- Лист 47, лицевая сторона
- Лист 52, лицевая сторона

Занимающая 36 листов вторая часть «Кодекса Мендоса» содержит детальный перечень дани, уплачивавшейся владыкам Мешико 371 селением. При этом, часть селений, указанных в качестве данников, отсутствует в разделе о завоеваниях, а часть селений, описанных как завоеванные, не указаны в списке данников.

### Третья часть: обычаи индейцев
- Лист 60, лицевая сторона
Наказания и работы детей 11 - 14 лет.
- Лист 61, лицевая сторона
Юноши 15 лет, начинающие подготовку воинов и жрецов. Внизу, свадьба 15-летней девушки.
- Лист 64, лицевая сторона
Целомудрие жрецов-послушников
Ранжирование воинов.
- Лист 65, лицевая сторона
Ранжирование воинов-жрецов
Имперские чиновники.
- Лист 67, лицевая сторона
- Лист 69, лицевая сторона
Теокалли Моктесумы Шойокоцина.

Пиктографические части 1 и 2 разделов несомненно восходят к доиспанским прототипам, по всей вероятности, официозного характера. В отличие от них третья, заключительная часть «Кодекса Мендоса», посвященная обычаям и повседневной жизни индейцев, была специально составлено в колониальную эпоху для испанского читателя. Характеризуя её, указанные уже Ф. Бердан и П. Эневольт пишут:

Мешики, появляющиеся на страницах «Кодекса Мендоса», это не только решительные завоеватели и воители, но также непослушные дети, заядлые игроки в мяч, жизнерадостные музыканты, благочестивые жрецы, презренные прелюбодеи… мы наблюдаем их развитие от колыбели до могилы, следуя путями, избранными «хорошими» и «плохими» мешиками, как они проходили по жизни предписанные ступени. Дети воспитывались, браки заключались, жрецы-новички обучались, войны объявлялись и приговоры выносились. Очевидно, жизнь мешиков имела многие измерения, и «Кодекс Мендоса» касается большинства из них.— F.F. Berdan, Anawalt P.R. The Essential Codex Mendoza. Berkeley, Los Angeles and London. 1997, p. XI.

## История рукописи
В самом тексте «Кодекса Мендоса» нет указаний на авторов, заказчика, время и обстоятельства его создания. Однако, свидетельства некоторых колониальных документов могут быть связаны с этим памятником. В частности, конкистадор Херонимо Лопес (Jerónimo López) писал в письме вице-королю Новой Испании Антонио де Мендоса, датируемом приблизительно 1547 годом:

Лет шесть назад, чуть больше или меньше, как, зайдя однажды в дом одного индейца по имени Франсиско Уальпойоуалькаль (Gualpuyugualcal), мастера рисовальщиков (maestro de pintores) я увидел в его распоряжении книгу в пергаментной обложке, и, когда я спросил, что это, он по секрету показал мне её и сказал мне, что делал её по приказу Вашей Вельможности и должен был поместить в ней всю землю от основания этого города Мешико, и владык, какие правили бы и владычествовали бы в нём до прихода испанцев, и битвы и стычки, какие они имели, и взятие этого великого города, и все области, над которыми он владычествовал, и то, что он подчинил, и распределение этих селений и областей, сделанное Мотексомой между главными владыками этого города, и об оброке (feudo), который ему давали ежегодно от тех, кому были поручены подати с селений, каковые он имел, и наметки (traza), какие он применил в названном распределении, и как он наметил селения и области для этого.— The Codex Mendoza / Edited by F.F. Berdan & P.R.Anawalt. Vol.I. Interpretation. Appendices. Berkeley and Los Angeles, 1992, pp.10-11, not.3
С. Савала (Silvio Zavala) в 1938 г. предположил, что в этом тексте речь идет именно о «Кодексе Мендоса». Однако, известный знаток колониальных мексиканских кодексов Г. Никольсон (Henry B. Nicholson) указывает, что описание, приведенное Херонимо Лопесом, не вполне совпадает с содержанием «Кодекса Мендоса» (в «Кодексе» отсутствует описание Конкисты, упоминаемое Лопесом, зато последний ничего не говорит об этнографическом разделе). По мнению Г. Никольсона, речь может идти либо о протографе, послужившем основой для «Кодекса Мендоса», либо о документе, составленном с использованием его материалов. Некоторые данные позволяют допустить существование некоей «Книги с цветными изображениями» (un libro de figures de colores), упоминаемой, в частности, испанским историком Антонио де Эррерой, чье содержание было очень близким к «Кодексу Мендоса», однако, находившейся в Испании в 1597—1598 гг., когда «Мендосиано» уже принадлежал английскому владельцу.
Относительно возможного автора испанского комментария из «Кодекса Мендоса» также существуют различные точки зрения. Ф. Гомес де Ороско (Federico Gómez de Orozco) в 1941 г. высказал мнение, что им был священник Хуан Гонсалес (Juan González), о котором Бернардино де Саагун упоминает как о получившем от теночков некую рукопись «с рисунками и письменами», где указывался тот же срок правления Ашайакатля (12 лет вместо обычных 14), что и в «Кодексе Мендоса». Впрочем, этого наблюдения недостаточно для определенного вывода, и Г. Никольсон, исходя из несомненного сходства испанского текста 1 части «Кодекса Мендоса» и глав 34-36 II книги Херонимо де Мендиеты, предполагает, что автором испанского комментария был выдающийся этнограф и лингвист Андрес де Ольмос (Andrés de Olmos) (ок.1491 — 1570 или 1571 гг.). Хотя мысль, что именно некое сочинение Ольмоса послужило источником Мендиеты, кажется очень вероятной, из этого авторство Ольмоса относительно «Кодекса Мендоса» прямо не вытекает, так как он сам мог использовать текст «Кодекса», написанный другим лицом.

### Судьба рукописи за пределами Мексики
Сведения о судьбе манускрипта за пределами Мексики более определенны. В частичном издании памятника, предпринятом в 1625 г. английским библиофилом Сэмюэлем Парчезом (Samuel Purchase), последний сообщает:

… Испанский губернатор, получив, с некоторыми трудностями …, индейскую книгу с мешикскими объяснениями рисунков (но всего за десять дней до отправления кораблей), поручил одному знатоку мешикского языка, чтобы она была переведена; и тот в очень ясном стиле и дословно выполнил это, использовав также некоторые арабские слова, как 'Alfaqui' и 'Mezquita' (для «жрец» и «храм»). Эта история, таким образом написанная, посланная Карлу Пятому, императору, была вместе с кораблем, перевозившим её, захвачена французскими военными, у которых Андре Теве (Andrew Tevet), географ французского короля, приобрел её ….— The Codex Mendoza / Edited by F.F. Berdan & P.R.Anawalt. Vol.I. Interpretation. Appendices. Berkeley and Los Angeles, 1992, p.7
Время, когда рукопись попала в руки космографа французского короля Генриха II Андре Теве (1502 или 1517—1592), позволяет уточнить дважды (на стр. 1r и 71v) проставленная под его подписью дата «1553». Она, в общем-то отвечает обстоятельствам приобретения, указанным Парчезом, поскольку в 1552—1556 гг. Франция и Испания находились в состоянии войны. Впрочем, если годом отправки рукописи в Европу действительно является 1553, то сделано это было по приказу не Антонио де Мендосы (он оставил пост вице-короля в 1550 г.), а его преемника, Луиса де Веласко.
А. Теве владел рукописью около трех с половиной десятилетий, он, кажется, упоминает её (наряду с ещё одной мексиканского происхождения книгой «об идолах») в своих сочинениях «Истинные портреты и жития выдающихся людей» (Vrais portraits et vies des homes illustres, 1584) и «Великий островитянин» (Grand Insulaire, 1585). Не позже сентября 1587 г., однако, королевский космограф продал манускрипт за 20 ливров (French crowns) английскому писателю-географу и собирателю раритетов Ричарду Хаклуту (правильнее — Гаклют) (Richard Hakluyt) (1553—1516), в то время капеллану посла Елизаветы I в Париже. Осенью или зимой 1588 г. Хаклут вернулся в Англию, увезя с собою рукопись. После его смерти она была приобретена уже упоминавшимся С. Парчезом, затем находилась во владении его наследников, пока не была куплена у них известным английским юристом, философом и антикваром Джоном Сэлденом (1584—1654), и, наконец, в 1659 г. оказалась в собрании Бодлианской библиотеки Оксфордского университета.

## Издания «Кодекса Мендоса»

### Зарубежные издания
Первая (частичная) публикация перевода испанского текста из «Кодекса Мендоса» с гравюрами на дереве, воспроизводившими рисунки, была предпринята, как уже упомянуто, в 1625 г. С. Парчезом (Hakluytus Posthumuous Dr. Purchas His Pilgrimages. Vol.3). В 1630 г. часть его гравюр была воспроизведена в изданной в Лейдене книге Иоаннеса де Лаэта (Joannes de Laet. Niewe Wereldt ofte Berschrifjuingbe van West-Indien), затем, в 1652—1654 гг. использована Атанасиусом Кирхером (Athanasius Kircher) в его книге «Oedipus Aegiptiacus». В дальнейшем французский перевод парчезовского издания с гравюрами был издан в Париже в 1672 году М. Тевено (M.Thevenot), с переизданием в 1696 г.
Однако, в целом с середины XVII и до первой четверти XIX в. «Кодекс Мендоса» был малоизвестен, упоминавшие его издатели путали памятник с «Кодексом Теллериано-Ременсис», полагая, что он хранится в Королевской библиотеке в Париже. Впрочем, именно в это время Ф. Клавихеро в вышедшей в свет в 1780—1781 гг. «Древней истории Мексики» впервые назвал манускрипт «Сборником Мендосы» (Raccolta di Mendoza).
Под названием «Кодекс Мендоса» памятник появился в 1831 г. в первом цветном воспроизведении, открывая роскошную публикацию мексиканских рукописей лорда Кингсборо «Мексиканские древности» (литографированные рисунки — том I, испанский текст — том V, английский перевод — том VI). В 1925 г. в Мадриде по заказу мексиканского правительства было издано фотографическое черно-белое воспроизведение «Кодекса Мендоса» под редакцией Ф. дель Пасо-и-Тронкосо (Francisco del Paso y Troncoso), а в 1938 году в Лондоне увидело свет цветное трехтомное фотоиздание под редакцией Дж. Купера Кларка (James Cooper Clark) с обширными комментариями; большая часть тиража погибла во время бомбардировки Лондона нацистами в 1940 году (впрочем, эту утрату в некоторой степени восполнило мексиканское переиздание 1979 г.). В 1978 г. цветное издание в уменьшенном формате под редакцией К. Росса (Kurt Ross) вышло в свет во Фрейбурге (Швейцария). Наконец, фундаментальное издание «Кодекса Мендоса» с детальными комментариями было осуществлено в 1992 г. Калифорнийским университетом под редакцией Ф. Бердан и П. Эневольт (сокращенное переиздание осуществлено в 1997 г.).

### Издание на русском языке, 2013
- Анонимный автор. Кодекс Мендоса / Ред. и пер. С. А. Куприенко, В. Н. Талах.. — Киев: Видавець Купрієнко С.А., 2013. — 308 с. — ISBN 978-617-7085-05-7.